# Die Kaiser und die Säulen ihrer Macht
Die Sonderausstellung Kaiser und die Säulen ihrer Macht. Von Karl dem Großen bis Friedrich Barbarossa war eine Große Landesausstellung von Rheinland-Pfalz im Landesmuseum Mainz, die von 9. September 2020 bis zum 13. Juni 2021 lief.

## Über die Ausstellung

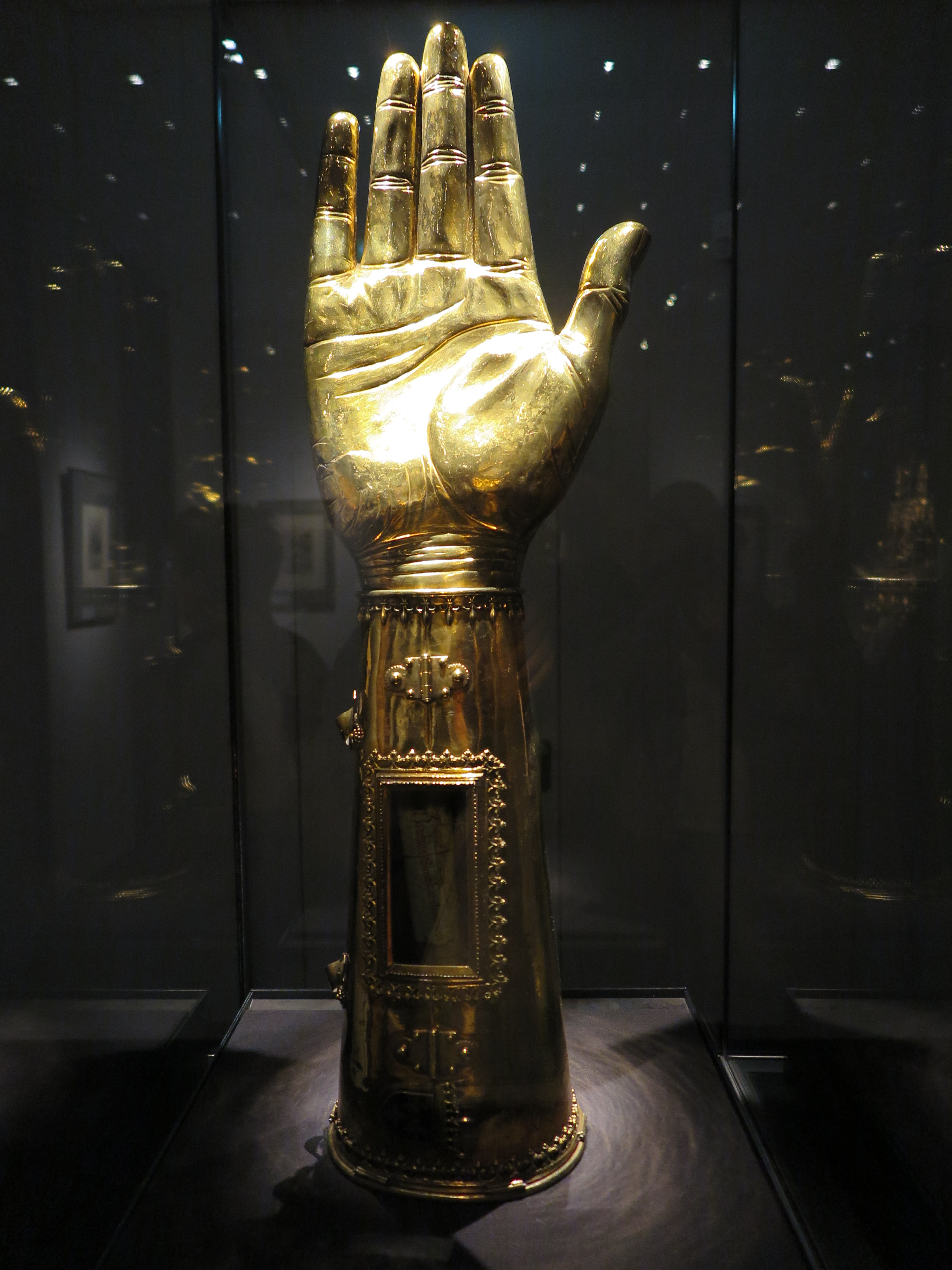
Das Armreliquiar Karls des Großen.

Die rund 1200 m² große Sonderausstellung wurde im Rahmen des Themenjahres Kaiserjahr 2020/21 von der Generaldirektion Kulturelles Erbe Rheinland-Pfalz konzipiert.
Die Sonderausstellung konnte wegen der COVID-19-Pandemie  nur mit einer Zeitfensterbuchung besucht werden. Es galten auch Personenbegrenzungen in den Ausstellungsräumen.
Die Ausstellung hatte mehr als 21.000 Besucher.
Begleitausstellung
Gleichzeitig wurde vom Landesmuseum Mainz eine Familien- und Mitmachausstellung namens Ritter, Bauer, Edeldame. Erlebe das Mittelalter mit Händen und Füßen zum gleichen Ausstellungsthema konzipiert, die vom 9. September 2020 bis zum 22. August 2021 zu sehen war. Die Konzipierung erfolgte in Kooperation mit dem LVR-Landesmuseum Bonn, Museon in Den Haag, Museum Het Valkhof in Nijmegen und dem Bruns BV in Bergeijk.

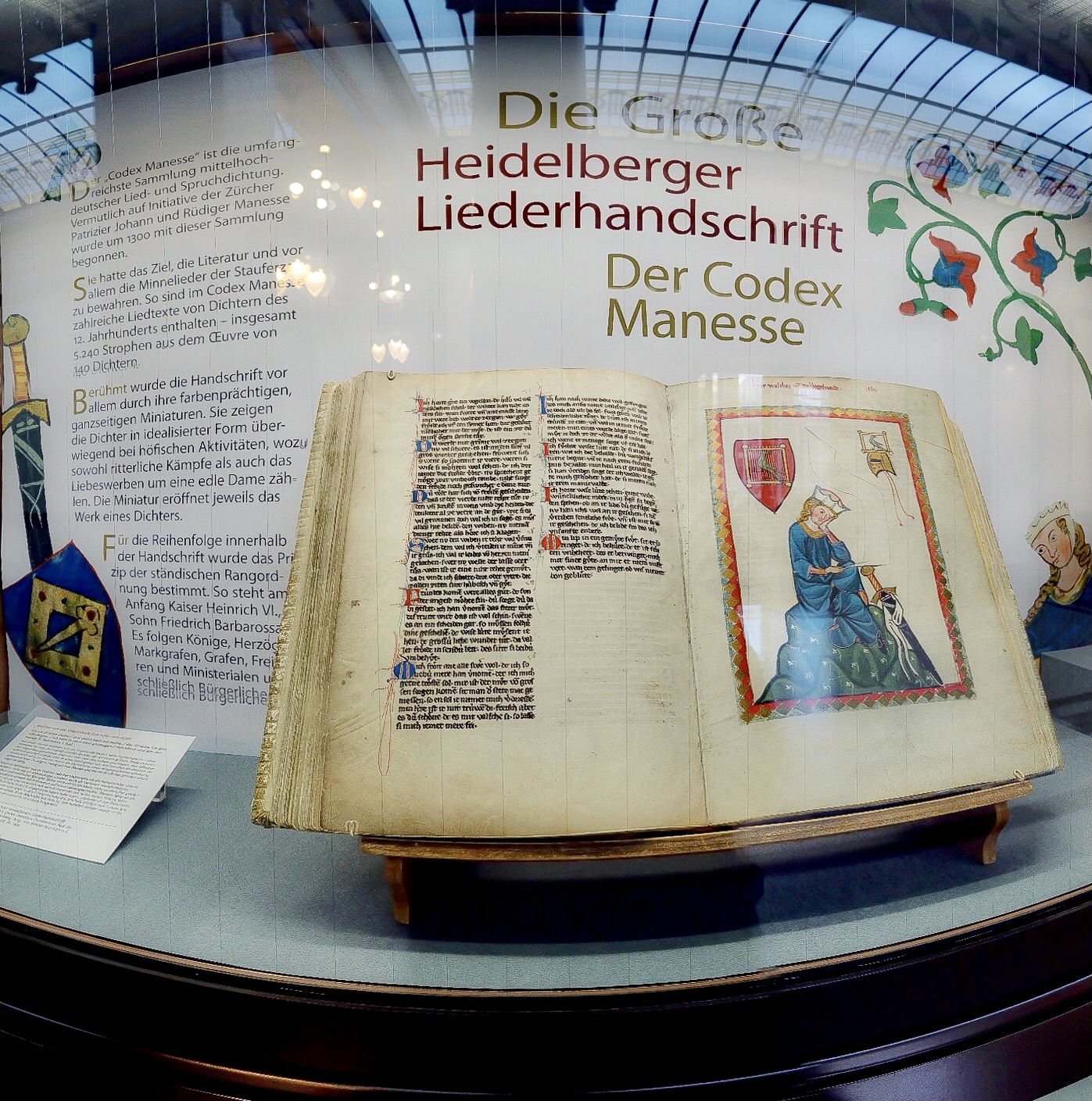
Codex Manesse, der aus der Universitätsbibliothek Heidelberg nach Mainz gebracht wurde.

## Bedeutsame Exponate
Zu sehen waren in dieser Landesausstellung rund 300 Exponate von über 80 Leihgebern aus ganz Europa, wie etwa das Armreliquiar von Karl dem Großen aus dem Louvre in Paris, der Codex Manesse aus der Universität Heidelberg oder die Goldene Bulle aus Wien.
Nur zwei wertvolle Handschriften aus Oxford und Cambridge im Vereinigten Königreich konnten nicht nach Mainz hergeholt werden.

## Beirat und Schirmherrschaft
Die Schirmherrin dieser Ausstellung war die rheinland-pfälzische Ministerpräsidentin Malu Dreyer.
In dem wissenschaftlichen Beirat waren vertreten unter anderem Alexander Schubert vom Historischen Museum der Pfalz Speyer, Leonie Becks von der Domschatzkammer Köln und Michael Embach von der Stadtbibliothek Trier.